# Stazione meteorologica di Monte Sant'Angelo
La stazione meteorologica di Monte Sant'Angelo è la stazione meteorologica di riferimento per il servizio meteorologico dell'Aeronautica Militare e per l'Organizzazione Mondiale della Meteorologia, relativa all'omonimo comune della provincia di Foggia.

## Storia
La stazione meteorologica di Monte Sant'Angelo iniziò la sua attività in data 1º dicembre 1939, quando iniziò le rilevazioni sulle condizioni meteorologiche finalizzate all'assistenza alla navigazione aerea nell'area del basso Adriatico.
Fino al gennaio 1944 la sua ubicazione era presso il complesso scolastico della località montana. Dal 1944 al febbraio 1946 la stazione e le relative strumentazioni furono spostate presso la non lontana località di San Nicola Varano a causa degli ultimi eventi bellici della seconda guerra mondiale. Nei due anni successivi la sede della stazione fu nuovamente quella originaria presso le scuole del paese.
Dal 21 marzo 1948 fino al dicembre 1950 fu nuovamente spostata la sua collocazione, stavolta nei pressi del complesso del mattatoio, per poi trovare definitivamente sede, a partire dal 23 dicembre 1950, presso l'attuale luogo di ubicazione.
Dal 2004, assieme ad altre quattro stazioni meteorologiche presenti nel territorio nazionale, quella di Monte Sant'Angelo è stata inserita come osservatorio del sistema osservativo climatico globale GCOS (Global Climate Observation System) della WMO, grazie alla completezza e alla precisione delle osservazioni meteorologiche effettuate per oltre un cinquantennio presso il medesimo luogo di ubicazione. La stazione, rimasta collegata alla stazione meteorologica di Foggia Amendola e più in generale al medesimo aeroporto di Amendola fino alla primavera del 2006, è passata dal 1º maggio dello stesso anno alle dipendenze del Centro Nazionale di Meteorologia e Climatologia Applicata di Pratica di Mare, uno degli organi che caratterizzano il Servizio Meteorologico dell'Aeronautica Militare, seguendo il destino della quasi totalità delle altre stazioni meteorologiche italiane ufficialmente riconosciute dall'Organizzazione Meteorologica Mondiale.

## Caratteristiche
La stazione meteorologica si trova nell'Italia meridionale, in Puglia, nel comune di Monte Sant'Angelo, a 844 metri s.l.m. e alle coordinate geografiche 41°42′30.1″N 15°56′49.47″E.
Vista l'altitudine alla quale è ubicata, la stazione è da annoverare tra i teleposti di montagna.

## Medie climatiche ufficiali

### Dati climatologici 1981-2010
In base alla media trentennale di riferimento 1981-2010, la temperatura media del mese più freddo, febbraio, si attesta a +4,1 °C; quella del mese più caldo, agosto, è di circa +22,1 °C. Nel medesimo trentennio, la temperatura massima assoluta di +38,8 °C è stata registrata nell'agosto 2000, mentre la temperatura minima assoluta di -8,6 °C risale al gennaio 1985. Mediamente si contano annualmente 14,9 giorni con temperatura massima eguale o superiore ai 30 °C e 29,5 giorni di gelo.
Le precipitazioni medie annue si attestano a 587,5 mm, mediamente distribuite in 84 giorni di pioggia, con moderato picco tra autunno e inverno e minimo relativo in primavera ed estate.
| Monte Sant'Angelo (1981-2010)   | Mesi        | Mesi        | Mesi        | Mesi        | Mesi        | Mesi        | Mesi        | Mesi        | Mesi        | Mesi        | Mesi        | Mesi        | Stagioni | Stagioni | Stagioni | Stagioni | Anno  |
| Monte Sant'Angelo (1981-2010)   | Gen         | Feb         | Mar         | Apr         | Mag         | Giu         | Lug         | Ago         | Set         | Ott         | Nov         | Dic         | Inv      | Pri      | Est      | Aut      | Anno  |
| ------------------------------- | ----------- | ----------- | ----------- | ----------- | ----------- | ----------- | ----------- | ----------- | ----------- | ----------- | ----------- | ----------- | -------- | -------- | -------- | -------- | ----- |
| T. max. media (°C)              | 6,5         | 6,6         | 9,5         | 12,8        | 18,6        | 22,8        | 25,7        | 25,9        | 20,9        | 16,6        | 10,9        | 7,3         | 6,8      | 13,6     | 24,8     | 16,1     | 15,3  |
| T. min. media (°C)              | 2,1         | 1,6         | 3,9         | 6,4         | 11,5        | 15,2        | 17,8        | 18,2        | 14,4        | 11,0        | 6,2         | 3,2         | 2,3      | 7,3      | 17,1     | 10,5     | 9,3   |
| T. max. assoluta (°C)           | 18,4 (1999) | 19,2 (2004) | 24,6 (2001) | 25,4 (2003) | 31,6 (2009) | 36,2 (1998) | 36,6 (2004) | 38,8 (2000) | 34,2 (2008) | 28,6 (1981) | 24,0 (2004) | 20,0 (2000) | 20,0     | 31,6     | 38,8     | 34,2     | 38,8  |
| T. min. assoluta (°C)           | −8,6 (1985) | −7,2 (1991) | −7,8 (1987) | −4,0 (2003) | 0,1 (2008)  | 4,8 (2001)  | 9,6 (1993)  | 9,8 (1995)  | 4,9 (2007)  | −1,2 (2009) | −3,4 (1981) | −8,0 (1991) | −8,6     | −7,8     | 4,8      | −3,4     | −8,6  |
| Giorni di calura (Tmax ≥ 30 °C) | 0           | 0           | 0           | 0           | 0,2         | 2,7         | 6,0         | 5,6         | 0,4         | 0,0         | 0,0         | 0,0         | 0,0      | 0,2      | 14,3     | 0,4      | 14,9  |
| Giorni di gelo (Tmin ≤ 0 °C)    | 7,7         | 9,6         | 4,9         | 0,6         | 0,0         | 0,0         | 0,0         | 0,0         | 0,0         | 0,0         | 1,5         | 5,2         | 22,5     | 5,5      | 0,0      | 1,5      | 29,5  |
| Precipitazioni (mm)             | 47,2        | 35,8        | 43,5        | 49,2        | 35,0        | 52,8        | 32,8        | 36,6        | 64,7        | 49,7        | 67,1        | 73,1        | 156,1    | 127,7    | 122,2    | 181,5    | 587,5 |
| Giorni di pioggia               | 8           | 8           | 8           | 8           | 5           | 5           | 4           | 5           | 7           | 6           | 9           | 11          | 27       | 21       | 14       | 22       | 84    |

### Dati climatologici 1971-2000
In base alle medie climatiche del periodo 1971-2000, la temperatura media del mese più freddo, febbraio, è di +4,1 °C, mentre quella del mese più caldo, agosto, è di +21,3 °C; mediamente si contano 29,5 giorni di gelo all'anno e 6,8 giorni con temperatura massima uguale o superiore ai +30 °C. I valori estremi di temperatura registrati nel medesimo trentennio sono i -11,0 °C del gennaio 1979 e i +38,8 °C dell'agosto 2000.
Le precipitazioni medie annue si attestano a 585 mm, mediamente distribuite in 75 giorni di pioggia, con minimi relativi in primavera ed estate, picco massimo in autunno e massimo secondario in inverno per gli accumuli.
L'umidità relativa media annua fa registrare il valore di 71,6 % con minimo di 60 % a luglio e massimi di 81 % a novembre e a dicembre; mediamente si contano 107 giorni di nebbia all'anno.
Di seguito è riportata la tabella con le medie climatiche e i valori massimi e minimi assoluti registrati nel trantennio 1971-2000 e pubblicati nell'Atlante Climatico d'Italia del Servizio Meteorologico dell'Aeronautica Militare relativo al medesimo trentennio.
| Monte Sant'Angelo (1971-2000)   | Mesi         | Mesi        | Mesi        | Mesi        | Mesi        | Mesi        | Mesi        | Mesi        | Mesi        | Mesi        | Mesi        | Mesi        | Stagioni | Stagioni | Stagioni | Stagioni | Anno  |
| Monte Sant'Angelo (1971-2000)   | Gen          | Feb         | Mar         | Apr         | Mag         | Giu         | Lug         | Ago         | Set         | Ott         | Nov         | Dic         | Inv      | Pri      | Est      | Aut      | Anno  |
| ------------------------------- | ------------ | ----------- | ----------- | ----------- | ----------- | ----------- | ----------- | ----------- | ----------- | ----------- | ----------- | ----------- | -------- | -------- | -------- | -------- | ----- |
| T. max. media (°C)              | 6,2          | 6,4         | 8,7         | 11,8        | 17,5        | 21,8        | 24,4        | 24,8        | 20,6        | 15,6        | 10,3        | 7,4         | 6,7      | 12,7     | 23,7     | 15,5     | 14,6  |
| T. min. media (°C)              | 2,0          | 1,7         | 3,4         | 5,8         | 10,9        | 14,6        | 17,1        | 17,7        | 14,3        | 10,3        | 5,8         | 3,2         | 2,3      | 6,7      | 16,5     | 10,1     | 8,9   |
| T. max. assoluta (°C)           | 18,4 (1999)  | 18,2 (1979) | 21,6 (1990) | 24,4 (1999) | 29,4 (1999) | 36,2 (1998) | 35,6 (1984) | 38,8 (2000) | 32,4 (1975) | 28,6 (1981) | 21,6 (1999) | 20,0 (2000) | 20,0     | 29,4     | 38,8     | 32,4     | 38,8  |
| T. min. assoluta (°C)           | −11,0 (1979) | −7,2 (1991) | −8,8 (1987) | −2,4 (1977) | 2,4 (1991)  | 6,0 (1974)  | 6,8 (1972)  | 8,6 (1978)  | 4,0 (1971)  | −0,4 (1978) | −5,2 (1975) | −8,0 (2000) | −11,0    | −8,8     | 6,0      | −5,2     | −11,0 |
| Giorni di calura (Tmax ≥ 30 °C) | 0            | 0           | 0           | 0           | 0           | 0           | 3,2         | 3,6         | 0,0         | 0,0         | 0,0         | 0,0         | 0,0      | 0,0      | 6,8      | 0,0      | 6,8   |
| Giorni di gelo (Tmin ≤ 0 °C)    | 7,7          | 8,6         | 5,3         | 1,0         | 0,0         | 0,0         | 0,0         | 0,0         | 0,0         | 0,1         | 1,8         | 5,0         | 21,3     | 6,3      | 0,0      | 1,9      | 29,5  |
| Precipitazioni (mm)             | 49,8         | 44,3        | 44,2        | 44,6        | 35,6        | 44,5        | 35,1        | 40,9        | 67,2        | 48,0        | 66,7        | 63,9        | 158,0    | 124,4    | 120,5    | 181,9    | 584,8 |
| Giorni di pioggia               | 7            | 7           | 7           | 7           | 5           | 5           | 4           | 5           | 6           | 6           | 8           | 8           | 22       | 19       | 14       | 20       | 75    |
| Giorni di nebbia                | 14           | 12          | 12          | 10          | 6           | 4           | 3           | 2           | 5           | 10          | 14          | 15          | 41       | 28       | 9        | 29       | 107   |
| Umidità relativa media (%)      | 80           | 77          | 73          | 71          | 68          | 63          | 60          | 61          | 69          | 75          | 81          | 81          | 79,3     | 70,7     | 61,3     | 75       | 71,6  |

### Dati climatologici 1961-1990
In base alle medie di riferimento trentennale (1961-1990), la temperatura media del mese più freddo, gennaio, si attesta a +3,5 °C, mentre quella del mese più caldo, agosto, è di +20,4 °C. Nel medesimo trentennio, la temperatura minima assoluta ha toccato i -11,9 °C nel gennaio 1962 (media delle minime assolute annue di -6,7 °C), mentre la massima assoluta ha fatto registrare i +35,6 °C nel luglio 1984 (media delle massime assolute annue di +32,1 °C). Mediamente si contano annualmente 5,8 giorni con temperatura massima eguale o superiore ai 30 °C e 36,3 giorni di gelo.
La nuvolosità media annua si attesta a 3,9 okta giornalieri, con minimo di 2,1 okta giornalieri a luglio e massimi di 5 okta giornalieri a dicembre, a gennaio e a febbraio.
Le precipitazioni medie annue, di poco superiori ai 600 mm, presentano un andamento mensile irregolare.
L'umidità relativa media annua fa registrare il valore di 71,7% con minimo di 58% a luglio e massimo di 82% a novembre.
| Monte Sant'Angelo (1961-1990)   | Mesi         | Mesi         | Mesi        | Mesi        | Mesi        | Mesi        | Mesi        | Mesi        | Mesi        | Mesi        | Mesi        | Mesi        | Stagioni | Stagioni | Stagioni | Stagioni | Anno  |
| Monte Sant'Angelo (1961-1990)   | Gen          | Feb          | Mar         | Apr         | Mag         | Giu         | Lug         | Ago         | Set         | Ott         | Nov         | Dic         | Inv      | Pri      | Est      | Aut      | Anno  |
| ------------------------------- | ------------ | ------------ | ----------- | ----------- | ----------- | ----------- | ----------- | ----------- | ----------- | ----------- | ----------- | ----------- | -------- | -------- | -------- | -------- | ----- |
| T. max. media (°C)              | 5,6          | 6,0          | 8,1         | 11,9        | 17,1        | 21,1        | 24,0        | 24,0        | 20,6        | 15,3        | 10,4        | 6,9         | 6,2      | 12,4     | 23,0     | 15,4     | 14,3  |
| T. min. media (°C)              | 1,3          | 1,4          | 2,9         | 5,8         | 10,4        | 13,9        | 16,5        | 16,8        | 14,0        | 10,0        | 5,7         | 2,7         | 1,8      | 6,4      | 15,7     | 9,9      | 8,5   |
| T. max. assoluta (°C)           | 20,4 (1962)  | 18,2 (1979)  | 21,6 (1990) | 23,2 (1968) | 29,0 (1969) | 33,8 (1982) | 35,6 (1984) | 34,2 (1963) | 32,4 (1975) | 28,6 (1981) | 20,0 (1977) | 17,0 (1971) | 20,4     | 29,0     | 35,6     | 32,4     | 35,6  |
| T. min. assoluta (°C)           | −11,9 (1962) | −10,6 (1969) | −9,0 (1963) | −3,8 (1969) | −0,5 (1962) | 4,0 (1962)  | 6,8 (1972)  | 7,2 (1969)  | 4,0 (1971)  | −0,4 (1978) | −5,2 (1975) | −9,6 (1961) | −11,9    | −9,0     | 4,0      | −5,2     | −11,9 |
| Giorni di calura (Tmax ≥ 30 °C) | 0            | 0            | 0           | 0           | 0           | 0,3         | 2,6         | 2,6         | 0,3         | 0,0         | 0,0         | 0,0         | 0,0      | 0,0      | 5,5      | 0,3      | 5,8   |
| Giorni di gelo (Tmin ≤ 0 °C)    | 10,1         | 9,6          | 6,5         | 1,2         | 0,0         | 0,0         | 0,0         | 0,0         | 0,0         | 0,1         | 2,1         | 6,7         | 26,4     | 7,7      | 0,0      | 2,2      | 36,3  |
| Nuvolosità (okta al giorno)     | 5,0          | 5,0          | 4,8         | 4,4         | 3,8         | 3,1         | 2,1         | 2,2         | 2,9         | 3,8         | 4,5         | 5,0         | 5,0      | 4,3      | 2,5      | 3,7      | 3,9   |
| Precipitazioni (mm)             | 58,1         | 44,7         | 48,3        | 48,2        | 37,6        | 46,0        | 43,9        | 38,5        | 67,1        | 52,2        | 62,0        | 66,7        | 169,5    | 134,1    | 128,4    | 181,3    | 613,3 |
| Giorni di pioggia               | 8            | 7            | 8           | 7           | 5           | 5           | 4           | 5           | 6           | 6           | 8           | 9           | 24       | 20       | 14       | 20       | 78    |
| Umidità relativa media (%)      | 79           | 79           | 75          | 72          | 68          | 64          | 58          | 63          | 66          | 74          | 82          | 80          | 79,3     | 71,7     | 61,7     | 74       | 71,7  |

### Dati climatologici 1951-1980
In base alla media trentennale di riferimento 1951-1980, la temperatura media del mese più freddo, gennaio, si attesta a +3,3 °C; quella del mese più caldo, agosto, è di circa +20,6 °C. Nel medesimo trentennio, la temperatura massima assoluta di +35,4 °C è stata registrata nell'agosto 1957, mentre la temperatura minima assoluta di -12,0 °C risale al dicembre 1957. Mediamente si contano annualmente 6,7 giorni con temperatura massima eguale o superiore ai 30 °C e 37,8 giorni di gelo.
Le precipitazioni medie annue si attestano a 692,9 mm, mediamente distribuite in 98 giorni di pioggia, con picco tra autunno e inverno e minimo in estate.
| Monte Sant'Angelo (1951-1980)   | Mesi         | Mesi         | Mesi        | Mesi        | Mesi        | Mesi        | Mesi        | Mesi        | Mesi        | Mesi        | Mesi        | Mesi         | Stagioni | Stagioni | Stagioni | Stagioni | Anno  |
| Monte Sant'Angelo (1951-1980)   | Gen          | Feb          | Mar         | Apr         | Mag         | Giu         | Lug         | Ago         | Set         | Ott         | Nov         | Dic          | Inv      | Pri      | Est      | Aut      | Anno  |
| ------------------------------- | ------------ | ------------ | ----------- | ----------- | ----------- | ----------- | ----------- | ----------- | ----------- | ----------- | ----------- | ------------ | -------- | -------- | -------- | -------- | ----- |
| T. max. media (°C)              | 5,5          | 6,2          | 8,3         | 11,9        | 17,0        | 21,4        | 23,9        | 24,3        | 20,5        | 15,1        | 10,6        | 7,2          | 6,3      | 12,4     | 23,2     | 15,4     | 14,3  |
| T. min. media (°C)              | 1,1          | 1,3          | 2,8         | 5,7         | 10,2        | 14,0        | 16,3        | 16,8        | 13,7        | 9,5         | 5,8         | 2,7          | 1,7      | 6,2      | 15,7     | 9,7      | 8,3   |
| T. max. assoluta (°C)           | 20,4 (1962)  | 19,4 (1958)  | 22,0 (1952) | 23,2 (1968) | 29,0 (1969) | 31,8 (1952) | 34,4 (1954) | 35,4 (1957) | 32,4 (1975) | 26,2 (1958) | 20,8 (1960) | 17,0 (1971)  | 20,4     | 29,0     | 35,4     | 32,4     | 35,4  |
| T. min. assoluta (°C)           | −11,9 (1962) | −10,6 (1969) | −9,4 (1956) | −5,0 (1956) | −1,0 (1957) | 4,0 (1962)  | 6,8 (1972)  | 7,2 (1969)  | 4,0 (1962)  | −0,4 (1978) | −5,2 (1975) | −12,0 (1957) | −12,0    | −9,4     | 4,0      | −5,2     | −12,0 |
| Giorni di calura (Tmax ≥ 30 °C) | 0            | 0            | 0           | 0           | 0           | 0,6         | 2,3         | 3,4         | 0,4         | 0,0         | 0,0         | 0,0          | 0,0      | 0,0      | 6,3      | 0,4      | 6,7   |
| Giorni di gelo (Tmin ≤ 0 °C)    | 11,0         | 9,9          | 7,1         | 1,4         | 0,1         | 0,0         | 0,0         | 0,0         | 0,0         | 0,1         | 1,9         | 6,3          | 27,2     | 8,6      | 0,0      | 2,0      | 37,8  |
| Precipitazioni (mm)             | 74,3         | 50,2         | 56,1        | 52,6        | 47,8        | 44,7        | 43,9        | 39,2        | 62,6        | 66,3        | 78,8        | 76,4         | 200,9    | 156,5    | 127,8    | 207,7    | 692,9 |
| Giorni di pioggia               | 10           | 9            | 10          | 9           | 7           | 6           | 5           | 5           | 7           | 9           | 10          | 11           | 30       | 26       | 16       | 26       | 98    |

## Valori estremi

### Temperature estreme mensili dal 1951 ad oggi
Nella tabella sottostante sono riportate le temperature massime e minime assolute mensili, stagionali ed annuali dal 1951 ad oggi, con il relativo anno in cui si queste si sono registrate. La massima assoluta del periodo esaminato di +38,8 °C è dell'agosto 2000, mentre la minima assoluta di -12,0 °C risale al dicembre 1957.
| Monte Sant'Angelo (1951-2023) | Mesi         | Mesi         | Mesi        | Mesi        | Mesi        | Mesi        | Mesi        | Mesi        | Mesi        | Mesi        | Mesi        | Mesi         | Stagioni | Stagioni | Stagioni | Stagioni | Anno  |
| Monte Sant'Angelo (1951-2023) | Gen          | Feb          | Mar         | Apr         | Mag         | Giu         | Lug         | Ago         | Set         | Ott         | Nov         | Dic          | Inv      | Pri      | Est      | Aut      | Anno  |
| ----------------------------- | ------------ | ------------ | ----------- | ----------- | ----------- | ----------- | ----------- | ----------- | ----------- | ----------- | ----------- | ------------ | -------- | -------- | -------- | -------- | ----- |
| T. max. assoluta (°C)         | 20,4 (1962)  | 19,4 (1958)  | 24,6 (2001) | 25,4 (2003) | 31,6 (2009) | 36,2 (1998) | 36,6 (2004) | 38,8 (2000) | 34,2 (2008) | 28,6 (1981) | 24,0 (2004) | 20,0 (2000)  | 20,4     | 31,6     | 38,8     | 34,2     | 38,8  |
| T. min. assoluta (°C)         | −11,9 (1962) | −10,6 (1969) | −9,4 (1956) | −5,0 (1956) | −1,0 (1957) | 4,0 (1962)  | 6,8 (1972)  | 7,2 (1969)  | 4,0 (1971)  | −1,2 (2009) | −5,2 (1975) | −12,0 (1957) | −12,0    | −9,4     | 4,0      | −5,2     | −12,0 |